# Planetary and Space Science
Planetary and Space Science (P&SS), publié 15 fois par année, est une revue scientifique d'évaluation par les pairs établie en 1959. Elle publie des articles sur la recherche scientifique ainsi que de courtes communications (lettres). Le sujet principal est le Système solaire qui englobe plusieurs domaines des sciences naturelles. Des simulations numériques des processus du Système solaire sont également réalisées dans des installations au sol ou sur des plates-formes spatiales embarquées. La rédactrice en chef est Maria Cristina De Sanctis (de l'Institut national d'astrophysique de Rome). Il est publié par Elsevier.

## Portée
La recherche impliquant les sciences planétaires et spatiales implique de nombreuses disciplines, ce qui se reflète dans la portée de la revue.

### Science fondamentale
La mécanique céleste fait partie de ces études, car cette science inclut la compréhension de l'évolution dynamique du Système solaire, des effets relativistes, entre autres domaines d'analyse et de considération.
La cosmochimie fait également partie des recherches publiées de la revue. Dans ce cas, la cosmochimie comprend tous les aspects de la formation physique et chimique initiale ainsi que l'évolution ultérieure du Système solaire concernant ces processus physiques et chimiques.

### Planètes
La recherche s'étend également aux planètes telluriques et à leurs satellites naturels. Cela implique la physique « de l'intérieur », la géologie de la surface de la planète ou du satellite, la morphologie de la surface ainsi que l'étude de leur technique, ce leur minéralogie et de leur datation. L'observation des planètes extérieures et de leurs satellites comprend l'étude de la formation et de l'évolution. Cette méthode d'observation et d'étude fait appel à la télédétection à toutes les longueurs d'onde et aux mesures in situ.
La formation et l'évolution des planètes sont intéressantes lors de la collecte et de l'interprétation de données sur les atmosphères planétaires. La circulation atmosphérique, la météorologie et les couches limites font généralement partie des recherches originales publiées. La compréhension s'acquiert grâce à la télédétection et à la simulation en laboratoire.
L'étude des planètes comprend également les magnétosphères et les ionosphères. L'origine de leurs champs magnétiques respectifs, du plasma magnétosphérique et des ceintures de rayonnement présente également un intérêt. Ce domaine comprend l'interaction des magnétosphères et des ionosphères avec le Soleil, le vent solaire et leurs satellites naturels.

### Autres études
Des recherches portant sur les petits corps du Système solaire sont également publiées. Les petits corps décrivent la poussière, les objets des anneaux, les astéroïdes, les comètes, la lumière zodiacale. Cette recherche décrit également leur interaction avec le rayonnement solaire et le vent solaire.
Au-delà du Système solaire, les études des systèmes extrasolaires sont également considérées comme un domaine d'intérêt pour cette revue. Cela inclut la détection des exoplanètes, ainsi que la détermination si des exoplanètes ou des exosystèmes donnés peuvent être ou non détectés. La formation et l'évolution de ces planètes présentent également un intérêt.
L'histoire de la recherche planétaire et spatiale fait également partie du champ d'application de la revue.

## Résumé et indexation
La revue est résumée et indexée dans :
- Applied Mechanics Reviews (en)
- Cambridge Scientific Abstracts (en)
- Chemical Abstracts
- Current Contents
- Environmental Periodicals Bibliography (en)
- Inspec
- Meteorological & Geoastrophysical Abstracts (en)
- Pascal
- Scopus

Selon le Journal Citation Reports, la revue a un facteur d'impact en 2020 de 2,03.